# Benjamín Aceval
Benjamín Aceval è un centro abitato del Paraguay, situato nel Dipartimento Presidente Hayes, a 45 km dalla capitale del paese, Asunción; la località forma uno degli 8 distretti del dipartimento.

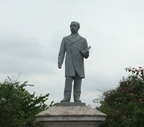
Monumento a Benjamín Aceval

## Popolazione
Al censimento del 2002 Benjamín Aceval contava una popolazione urbana di 6.865 abitanti (13.309 nell'intero distretto).

## Caratteristiche
La località fu fondata nel 1859 da immigrati europei e prese il nome di Colonia Monte Sociedad per il fatto che i primi abitanti erano riuniti tra di loro in cooperativa. Nel 1932 fu ribattezzata Colonia Benjamín Aceval in onore al diplomatico che perorò la causa del Paraguay davanti al presidente statunitense Rutherford B. Hayes durante la contesa territoriale con l'Argentina per il possesso del territorio in cui sorge il centro abitato. Il 6 ottobre 1940 la località fu elevata al rango di distretto.
Benjamín Aceval è il principale centro di produzione agricola del dipartimento; la coltivazione più diffusa è quella della canna da zucchero.